# 比尔·谢尔
比尔·谢尔（英語：Bill Scherr，1961年7月27日—），美国男子摔跤运动员，主攻自由式。他曾代表美国参加1988年夏季奥林匹克运动会摔跤比赛，获得男子自由式100公斤级铜牌。